# Fyrstendømmet Pontecorvo
Fyrstendømmet Pontecorvo (italiensk: Principato di Pontecorvo) var et fyrstendømme i Italien, der eksisterede fra 1806 til 1815.
Fyrstendømmet blev oprettet af Kejser Napoleon 1. af Frankrig, efter han var blevet konge af Italien i 1805. Det bestod af den italienske kommune Pontecorvo, der siden 1463 havde været en enklave tilhørende Kirkestaten omgivet af Kongeriget Napolis territorium. Fyrstendømmet blev oprettet af Napoleon til hans general Jean Baptiste Bernadotte. Det var officielt suverænt, selv om fyrsten måtte aflægge ed til kongen.
Fyrstendømmet var kortlivet. Efter Napoleonskrigene afslutning i 1815, blev det igen indlemmet i Kirkestaten. I 1820 løsrev Republikken Pontecorvo sig ganske vist fra Kirkestaten, men pavens herredømme blev genoprettet i marts 1821. I 1860 blev enklaven Pontecorvo – sammen med Kirkestatens anden enklave i Syditalien, Benevento – indlemmet i Kongeriget Italien som konsekvens af Italiens samling.